# Interprovincial Championship 1966-67
El Interprovincial Championship de 1966-67 fue la vigésimo primera edición del torneo de equipos provinciales de la Isla de Irlanda, es decir tanto de la República de Irlanda como de Irlanda del Norte.

## Sistema de disputa
El torneo se disputó en formato de todos contra todos, otorgando 2 puntos por el triunfo, 1 por el empate y 0 por la derrota. El equipo que obtuviera más puntos al final del campeonato era declarado campeón.

## Desarrollo
- Tabla de posiciones:[1]

| Pos. | Equipo         | Encuentros | Encuentros | Encuentros | Encuentros | Tantos | Tantos | Tantos | Puntos |
| Pos. | Equipo         | PJ         | PG         | PE         | PP         | F      | C      | Dif    | Puntos |
| ---- | -------------- | ---------- | ---------- | ---------- | ---------- | ------ | ------ | ------ | ------ |
| 1.º  | Munster Rugby  | 3          | 2          | 1          | 0          | 24     | 14     | +10    | 5      |
| 1.º  | Ulster Rugby   | 3          | 2          | 1          | 0          | 20     | 17     | +3     | 5      |
| 3.º  | Leinster Rugby | 3          | 1          | 0          | 2          | 37     | 20     | +17    | 2      |
| 4.º  | Connacht Rugby | 3          | 0          | 0          | 3          | 17     | 47     | -30    | 0      |

|  | Campeón. |

### Resultados
| 1966 | Leinster | 26 - 3 | Connacht |  |  |

| 1966 | Munster | 9 - 5 | Leinster |  |  |

| 1966 | Munster | 12 - 6 | Connacht |  |  |

| 1966 | Ulster | 8 - 6 | Leinster |  |  |

| 1966 | Ulster | 3 - 3 | Munster |  |  |

| 1966 | Ulster | 9 - 8 | Connacht |  |  |

| Bandera de Irlanda |
| Campeón Munster    |
| Octavo título      |

| Bandera de Irlanda |
| Campeón Ulster     |
| Séptimo título     |